# Isaac Sackey
Isaac Sackey (sinh ngày 4 tháng 4 năm 1994 ở Berekum), là một tiền vệ bóng đá Ghana, thi đấu cho câu lạc bộ Alanyaspor.

## Sự nghiệp
Sackey bắt đầu sự nghiệp ở Liberty Professionals.

### FC Slovan Liberec
Ngày 21 tháng 9 năm 2012, Sackey rời Liberty Professionals, ký hợp đồng với FC Slovan Liberec.